# San Román de Hornija

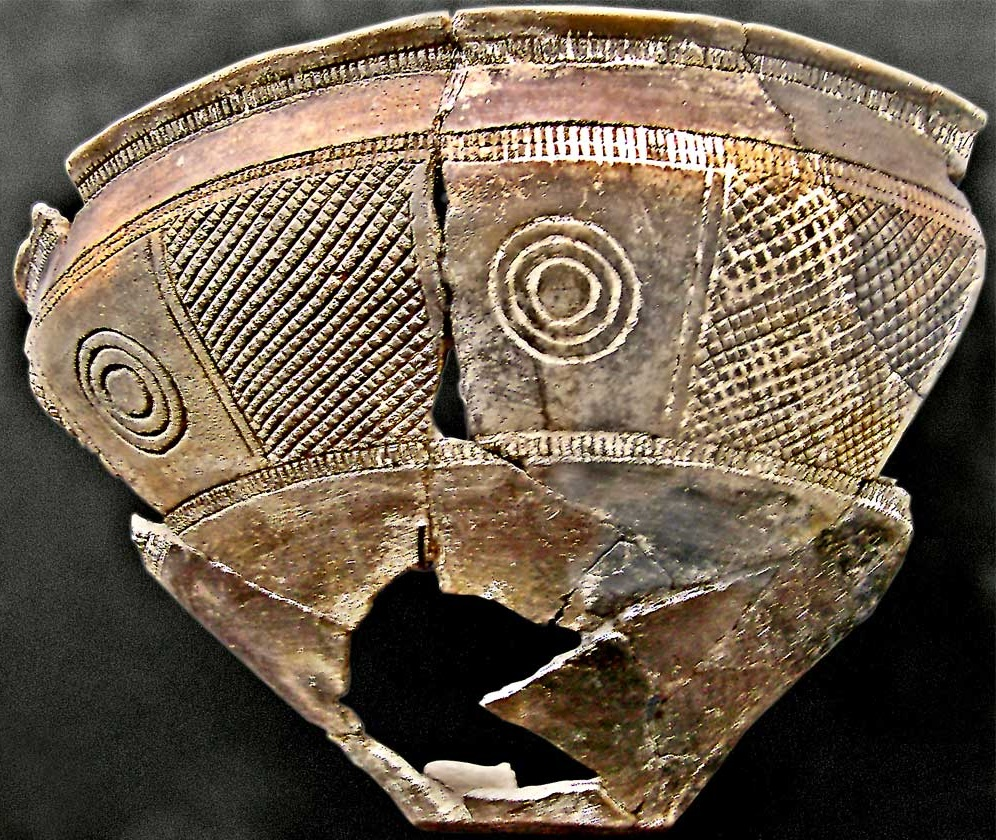
San Román de Hornija – bronzezeitlicher Becher

San Román de Hornija ist ein Ort und eine nordwestspanische Gemeinde (municipio) mit 301 Einwohnern (Stand: 2024) im Westen der Provinz Valladolid in der Autonomen Region Kastilien-León.

## Lage und Klima
Der ca. 670 m hoch gelegene Ort San Román de Hornija liegt am Río Hornija, einen Nebenfluss des Duero, in der Iberischen Meseta ca. 60 km (Fahrtstrecke) südwestlich von Valladolid bzw. knapp 12 km südöstlich der historisch bedeutsamen Kleinstadt Toro. Das Klima im Winter ist kalt, im Sommer dagegen warm bis heiß; der spärliche Regen (ca. 375 mm/Jahr) fällt verteilt übers ganze Jahr.

## Bevölkerungsentwicklung
| Jahr      | 1857  | 1900  | 1950  | 2000 | 2019 |
| Einwohner | 1.119 | 1.243 | 1.221 | 434  | 312  |

Der deutliche Bevölkerungsrückgang seit den 1950er Jahren ist im Wesentlichen auf die Mechanisierung der Landwirtschaft und die Aufgabe von bäuerlichen Kleinbetrieben zurückzuführen (Landflucht).

## Wirtschaft
Die Einwohner der Gemeinde lebten jahrhundertelang hauptsächlich als Selbstversorger von der Landwirtschaft, zu der auch ein wenig Viehzucht (Schafe, Ziegen, Hühner) und in geringem Umfang auch der Weinbau gehörte. Erwirtschaftete Überschüsse konnten bei fahrenden Händlern getauscht oder auf den Märkten von Valladolid verkauft werden. Die Gemeinde gehört heute zur Weinbauregion Toro.

## Geschichte
Auf dem Gemeindegebiet wurde im Jahr 1972 eine bronzezeitliche, zur Kultur von Cogotas gehörende Siedlung ausgegraben; dabei wurden bedeutende Keramikfunde entdeckt, die heute im Museo de Valladolid zu sehen sind. Römische Funde fehlen, doch existierte hier seit dem 7. Jahrhundert ein bedeutendes, vom hl. Fructuosus auf Wunsch des Westgotenherrschers Chindaswinth (reg. 642–653) gegründetes Kloster. Maurische Funde fehlen ebenfalls, denn schon im 9. Jahrhundert eroberten asturisch-leonesische Heere die Gebiete nördlich des Duero zurück (reconquista). Im Jahr 891 gliederte König Alfons III. das Kloster dem asturischen Kloster Santo Adriano de Tuñón an. Wahrscheinlich beim Feldzug Almansors (um 1000) zerstört, wurde es in der Zeit der Wiederbesiedlung (repoblación) von zugewanderten Mozarabern wieder aufgebaut. Im Jahr 1124 ordnete die Königin Urraca das Kloster der Abtei San Pedro de Montes in León bei. Ende des 15. Jahrhunderts war es verfallen und wurde aufgelöst.

## Sehenswürdigkeiten
- Wichtigstes Bauwerk des Ortes ist die im 16. Jahrhundert entstandene und inzwischen restaurierte Iglesia de San Román, die noch mehrere westgotische Säulen und Kapitelle bewahrt hat. Die Kirche ist einschiffig und von einem Kreuzgratgewölbe bedeckt. In einer unverputzten Seitenkapelle befinden sich mehrere Bruchstücke des alten Klosters sowie zwei neuzeitliche Säulen mit alten Kapitellen und ein Sarkophag aus westgotischer Zeit.[5][6]
- In zahlreichen Erdhöhlen der umliegenden Hügel befinden sich Weinkeller (bodegas)